# Königgrätzer Marsch
Königgrätzer Marsch és una famosa marxa militar Alemanya composta per Johann Gottfried Piefke després de la batalla de Königgrätz, en 1866, que va ser decisiva en la guerra Austroprussiana.
Aquesta marxa militar va ser una de les favorites d'Adolf Hitler i està associada, principalment el seu redoblament de tambor, amb la Nit de la crema de Llibres duta a terme durant el Nazisme.
A més, amb introducció de la marxa francesa "pour l'empereur", és la Marxa del Regiment de Cavalleria Blindada N° 1 "Granaders", que constitueix la unitat d'honors de l'Exèrcit de Xile, on es denomina a aquesta fusió "Granaders a galop".
A Àustria, aquesta marxa se sent molt poques vegades, per raons òbvies.